# RCHY1
RCHY1 (англ. Ring finger and CHY zinc finger domain containing 1) – білок, який кодується однойменним геном, розташованим у людей на короткому плечі 4-ї хромосоми.  Довжина поліпептидного ланцюга білка становить 261 амінокислот, а молекулярна маса — 30 110.
| 10         |  | 20         |  | 30         |  | 40         |  | 50         |
| ---------- |  | ---------- |  | ---------- |  | ---------- |  | ---------- |
| MAATAREDGA |  | SGQERGQRGC |  | EHYDRGCLLK |  | APCCDKLYTC |  | RLCHDNNEDH |
| QLDRFKVKEV |  | QCINCEKIQH |  | AQQTCEECST |  | LFGEYYCDIC |  | HLFDKDKKQY |
| HCENCGICRI |  | GPKEDFFHCL |  | KCNLCLAMNL |  | QGRHKCIENV |  | SRQNCPICLE |
| DIHTSRVVAH |  | VLPCGHLLHR |  | TCYEEMLKEG |  | YRCPLCMHSA |  | LDMTRYWRQL |
| DDEVAQTPMP |  | SEYQNMTVDI |  | LCNDCNGRST |  | VQFHILGMKC |  | KICESYNTAQ |
| AGGRRISLDQ |  | Q          |  |            |  |            |  |            |

A: Аланін

C: Цистеїн

D: Аспарагінова кислота

E: Глутамінова кислота

F: Фенілаланін

G: Гліцин

H: Гістидин

I: Ізолейцин

K: Лізин

L: Лейцин

M: Метіонін

N: Аспарагін

P: Пролін

Q: Глутамін

R: Аргінін

S: Серин

T: Треонін

V: Валін

W: Триптофан

Кодований геном білок за функціями належить до трансфераз, фосфопротеїнів. 
Задіяний у таких біологічних процесах як убіквітинування білків, альтернативний сплайсинг. 
Білок має сайт для зв'язування з іонами металів, іоном цинку. 
Локалізований у цитоплазмі, ядрі.